# Elmo Langley
Elmo Langley (* 21. August 1928 in Landover, Maryland; † 21. November 1996 in Suzuka, Japan) war ein NASCAR-Rennfahrer, -Teambesitzer und -Offizieller.

## Karriere als Rennfahrer und Teambesitzer
Langley begann seine Rennfahrer-Karriere im Jahre 1952. Er nahm in „Modifieds“ an diversen Rennen in Virginia und Maryland teil. Am 6. September 1954 gab er im Southern 500 auf dem Darlington Raceway sein Debüt in der Grand National Series, dem heutigen Sprint Cup. Er beendete das Rennen, in dem 50 Fahrer an den Start gingen, als Zwölfter. Bis 1959 fuhr er nahezu ausschließlich mit seinen eigenen Autos. Ab 1965 nahm Langley auch andere Fahrer in sein Team auf, die allerdings mit Ausnahme von Tommy Gale nie mehr als ein paar Rennen pro Saison für ihn fuhren. Seinen ersten Sieg in der Grand National Series erfuhr Langley am 4. Juni 1966 auf den „Piedmont Interstate Fairgrounds“ in Spartanburg, South Carolina. Nur wenige Wochen später, am 7. Juli 1966 holte Langley auf dem „Old Dominion Speedway“ in Manassas, Virginia seinen zweiten und letzten Sieg in der Grand National Series. Von 1967 bis 1972 gelang es Langley in jeder Saison in die Top 10 der Fahrerwertung zu kommen. Er war unter den Fahrern, die sowohl als Fahrer als auch als Besitzer gleichzeitig antraten, neben James Hylton, Dave Marcis und J. D. McDuffie einer der besten. Ab der Saison 1976 nahm er nur noch sporadisch an Rennen teil. Im Jahre 1981 beendete Langley seine Karriere in der höchsten Renndivision der NASCAR, die zu dem Zeitpunkt Winston Cup hieß.
In seiner 536 Rennen langen Karriere erreichte er 63 Mal die Top 5 und 193 Mal die Top 10. Zweimal gelang es ihm ein Rennen zu gewinnen und einmal startete er von der Pole-Position. Im Jahre 1987 schloss er sein Rennteam.

## NASCAR-Offizieller
Langley begann im Jahre 1989 als NASCAR-Offizieller zu arbeiten. Von 1989 bis 1996 fuhr er das Pace Car der NASCAR. Langley verstarb am 21. November 1996, während er im Pace Car auf dem Suzuka International Racing Course fuhr, an einem Herzinfarkt. Wenige Tage später fand auf derselben Strecke ein Vorstellungsrennen der NASCAR mit Rennfahrern wie Rusty Wallace und Dale Earnhardt statt, in dem er das Pace Car hätte fahren sollen.